# Canthigaster natalensis
Canthigaster natalensis, tên thông thường là cá nóc Natal, là một loài cá biển thuộc chi Canthigaster trong họ Cá nóc. Loài này được mô tả lần đầu tiên vào năm 1870.

## Phân bố và môi trường sống

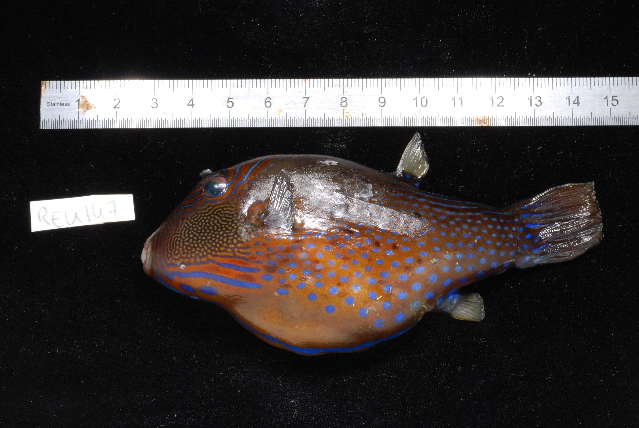
C. natalensis

C. natalensis có phạm vi phân bố ở vùng biển Tây Ấn Độ Dương. Loài này được tìm thấy từ nửa phía nam Mozambique đến Nam Phi; Réunion và Mauritius; phía đông đến quần đảo Chagos. C. natalensis được tìm thấy ở xung quanh các rạn san hô ở những vùng nước nông (trong các hồ thủy triều), độ sâu khoảng 15 m trở lại.

## Mô tả
C. natalensis trưởng thành có kích thước tối đa được ghi nhận là khoảng 8,6 cm. Cơ thể của C. natalensis có màu nâu đen với các đốm trắng phủ khắp thân (trên cả vây đuôi). Xung quanh mắt có các đường vân màu trắng xanh. Các vây có màu vàng.
Số gai ở vây lưng: 0; Số tia vây mềm ở vây lưng: 11; Số gai ở vây hậu môn: 0; Số tia vây mềm ở vây hậu môn: 10; Số tia vây mềm ở vây ngực: 16 - 17.
Cũng như những loài cá nóc khác, C. natalensis có khả năng sản xuất và tích lũy các độc tố như tetrodotoxin và saxitoxin trong da, tuyến sinh dục và gan. Mức độ độc tính khác nhau tùy theo từng loài, và cũng phụ thuộc vào khu vực địa lý và mùa.
Thức ăn của C. natalensis rất đa dạng, bao gồm rong tảo, các loài động vật giáp xác và động vật thân mềm. Loài này dường như không được đánh bắt nhằm mục đích thương mại nào.